# گروه ویژه آلفا اوکراین
گروه ویژه آلفا اوکراین (انگلیسی: Alpha Group) تنها واحد نیروهای ویژه سطح یک سرویس امنیتی اوکراین و جانشین گروه آلفای اتحاد جماهیر شوروی است. گروه آلفا یکی از برترین بخش‌های نیروهای ویژه اوکراین است.
ماموریت‌های این واحد عمدتاً شامل عملیات نظامی ضد نامنظم، عملیات سیاه، مبارزه با تروریسم، اقدام مستقیم، حفاظت اجرایی، دستگیری یا حذف اهداف با ارزش بالا، نجات گروگان، جنگ نامنظم، نفوذ در برد بلند، عملیات ویژه با ریسک بالا و بسیار حساس و شناسایی ویژه است.
در ۲۸ ژوئیه ۱۹۷۴ گروه آلفا به دستور رئیس کاگ‌ب؛ یوری آندروپوف، پس از کشتار المپیک مونیخ در سال ۱۹۷۲ ایجاد شد. ممکن است این گروه در پاسخ به ایجاد گروه ۹ حفاظت مرزی پلیس فدرال تأسیس شده باشد.